# میکلوش رادنوتی

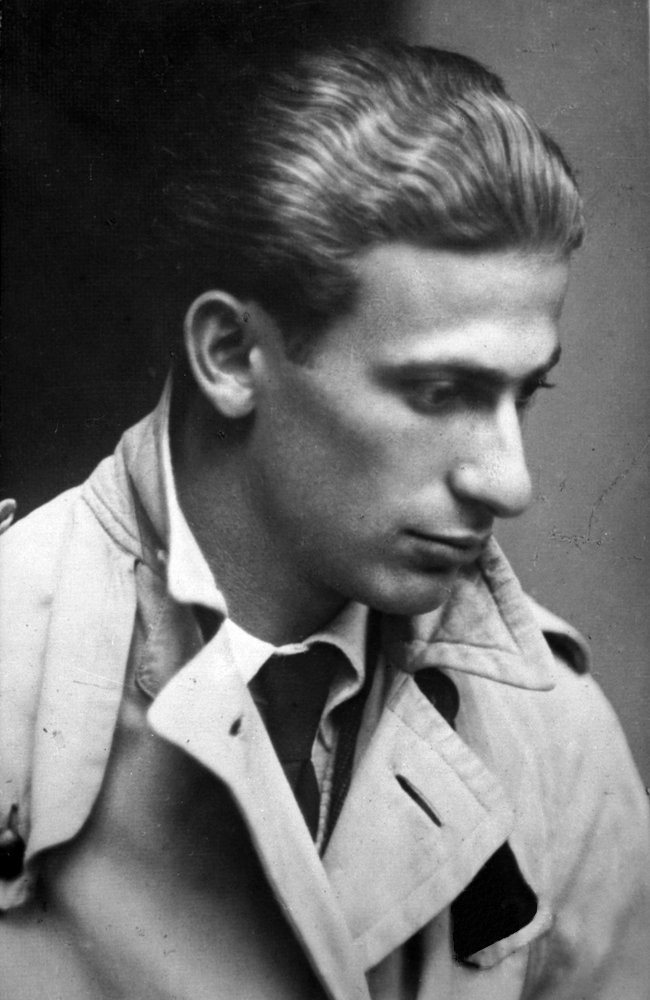
رادنوتی، سگد، ۱۹۳۰

میکلوش رادنوتی (به مجاری: Radnóti Miklós) (زاده ۵ مه ۱۹۰۹ در بوداپست با نام میکلوش گلاتِّر - درگذشته نوامبر ۱۹۴۴ در نزدیکی آبدا) معلم و شاعر غنائی برجسته مجار بود.

## زندگی
میکلوش گلاتِّر در منطقهٔ اوی‌لیپوت‌واروش بوداپست در خانواده‌ای یهودی به دنیا آمد. برادر دوقلو و مادرش پس از زایمان درگذشتند و او بیشتر سال‌های کودکی را در کنار عمه و شوهرعمه خود گذراند.
او در ۱۹۳۴ پایان‌نامه دکترای خود را در مورد پیشرفت هنری مارگیت کافکا به پایان رساند و پس از فارغ‌التحصیلی، نام خانوادگی خود را به رادنوتی تغییر داد؛ رادنوت (امروز اسلواکی) شهر محل تولد پدربزرگ پدری او بود. رادنوتی در اوت ۱۹۳۵، با عشق دیرینه خود، فانی (‎۱۹۱۲–۲۰۱۴) ازدواج کرد که فرزندی از این پیوند حاصل نشد. اولین تجربهٔ حرفه‌ای رادنوتی با تدریس در سال تحصیلی ‎۱۹۳۵–۳۶ در دبیرستان ژیکموند کِمِنْیْ در بوداپست آغاز شد.
از ۱۹۴۰ رادنوتی سه بار برای خدمت اجباری در گردان یهودیان ارتش مجارستان فراخوانده شد؛ در این بین در ۱۹۴۳ به همراه همسرش به آئین کاتولیک گرویدند. در ۲۰ مه ۱۹۴۴ هنگام خدمت دور سوم او را تبعید کرده و به اردوگاه کار اجباری به معدن مس بور فرستادند، که بیش از نیمی از مس مورد نیاز جنگ از آن تأمین می‌شد. روز پیش از اعزام یکی از اشعار معروف خود را با عنوان قطعه سرود. او در اردوگاه هر آخر هفته برنامه‌های فرهنگی ترتیب می‌داد که مورد استقبال قرار می‌گرفت. شعر راهی نیست که بدانم را در همین برنامه‌ها به درخواست زندانیان چندین مرتبه اجرا کرد.
با پیشرفت شوروی در یوگسلاوی، زندانیان اردوگاه در سپتامبر ۱۹۴۴ وادار به راهپیمایی به طرف اتریش شدند. در ۳۰ اکتبر، روزنامه‌ای با نام خبرنامهٔ ظهر چاپ تیمیشوارا، صفحه‌ای کامل از اشعار زندانیان بور زیر عنوان پشت سیم خاردار منتشر کرد و از رادنوتی سرود هفتم و آ لا روشِرش در آن چاپ شده‌بود. این دو شعر را شخصی به نام شاندور سالائی در کنار پنج سرودهٔ دیگر گنجانده‌بود. او که در دومین ستون نظامی تقسیم شده بین پارتیزان‌ها بود، آزاد شده و شعرهای رادنوتی را از بور به تیمیشوارا رسانده‌بود. رادنوتی در ستون نظامی دیگری در مسیر شمال صربستان امروز به سوی موهاچ فرستاده‌شد که تحت نظارت اس‌اس قرار گرفته‌بود. او ۲۴ اکتبر در موهاچ کارت پستال سوم را نوشت. گروه، از موهاچ تا روستایی به نام سنت‌کیرای‌سابادیا را در واگن گاوها طی کرد و رادنوتی در آنجا کارت پستال چهارم و آخرین سرودهٔ کوتاه خود را در ۳۱ اکتبر نوشت ولی اینکه پس از آن، چه بر وی رفته نامعلوم است.

## نمونه اشعار
کارت پستال چهارم:
راهی نیست بدانم، یکی از شناخته‌شده‌ترین و محبوب‌ترین شعرها در ادبیات مجاری با مضمون وطن است:

## درگذشت
رادنوتی به همراه بیست و دو نفر که قادر به پیاده‌روی نبودند را توسط کالسکه به بیمارستانی در دیور منتقل کردند. دیور توسط متفقین بمباران فرشی شده‌بود و نه بیمارستان شهر و نه بیمارستان اورژانس آنها را نپذیرفتند. بدین ترتیب در نوامبر گروهبانی به نام آندراش تالاش و دو سرباز نازی مجار آن گروه را با کالسکه به آبدا برده، با تیر خلاص کشته و جسدهایشان را به گور جمعی انداختند.
او آخرین شعرهای خود را در روزهای پیش از مرگ با عنوان کارت پستال‌ها سرود که پس از مرگ در جیب کتش پیدا کردند. در ۲۰۰۹ در نمایشگاهی به مناسبت بزرگداشت رادنوتی در فرهنگستان علوم مجارستان، ۴ نوامبر تاریخ درگذشت وی اعلام شد.

## ترجمه آثار به فارسی
- ماه دوقلوها،[۱۱] مشتمل بر خاطرات دوران کودکی رادنوتی
- منتخبی از اشعار رادنوتی و دیگر شاعران در کتاب بوسه‌های غمگین یک سرخپوست[۱۲]

## توضیحات
1. ↑  Margit Kaffka، شاعر زن پیشروی مجارستان
2. ↑  Fanni Gyarmati
3. ↑  Zsigmond Kemény
4. ↑  Déli Hírlap
5. ↑  A la recherche
6. ↑  هنوز تکان می‌خورد
7. ↑  razglednica به صربی، مجموعه‌ای از اشعارش با این عنوان در دفترچه‌ای پیدا شد که به دفترچهٔ بور معروف است.